# Mühlkreisbahn
Mühlkreisbahn – lokalna, jednotorowa, niezelektryfikowana linia kolejowa, leżąca w kraju związkowym Górna Austria, łącząca dworzec Linz Urfahr w Linzu z miejscowością Aigen-Schlägl, w której to znajduje się stacja końcowa tej linii.

## Tabor
W roku 1888 do obsługi linii zakupiono pięć lokomotyw parowych, wyprodukowanych przez firmę „Krauss”, nazwanych kolejno „UHRFAHR”, „AIGEN”, „LINZ”, „NEUFELDEN” i „ROHRBACH” od nazw miejscowości znajdujących się na szlaku linii. Po wcieleniu linii do c.k. Kolei Państwowych przemianowano lokomotywy na serię „94” i oznaczono kolejno jako 94.61-65, a począwszy od roku 1905 jako serię 494. W latach 90. dwudziestego wieku do obsługi pociągów pasażerskich używano lokomotyw serii 2043, pociągi pasażerskie prowadzone są przy użyciu szynobusów serii 5047, a począwszy od roku 2005 również dwuczłonowymi jednostkami serii 5022 (wersja Siemens Desiro dla kolei austriackich)

## Linzer Verbindungsbahn
Do linii Mühlkreisbahn zalicza się również łącznik kolejowy pomiędzy stacją Linz Urfahr oraz stacją rozrządową Linz Vbf, dzięki czemu możliwa jest bezpośrednia komunikacja z kolejami Westbahn (Austria). długości 9,4 km, biegnący w całości na terenie miasta. Początkowo tory biegną wzdłuż ulicy Reindlstraße, następnie skręcają na południe, krzyżują się z torami tramwajowymi i biegną dalej przez Eisenbahnbrücke (niem. „most kolejowy”). Most ten jest współużytkowany przez ruch kolejowy i samochodowy, przy czym w czasie przejazdu pociągu jest on zamykany dla ruchu samochodowego. W dni robocze przez łącznik przejeżdżają średnio dwa pociągi towarowe.

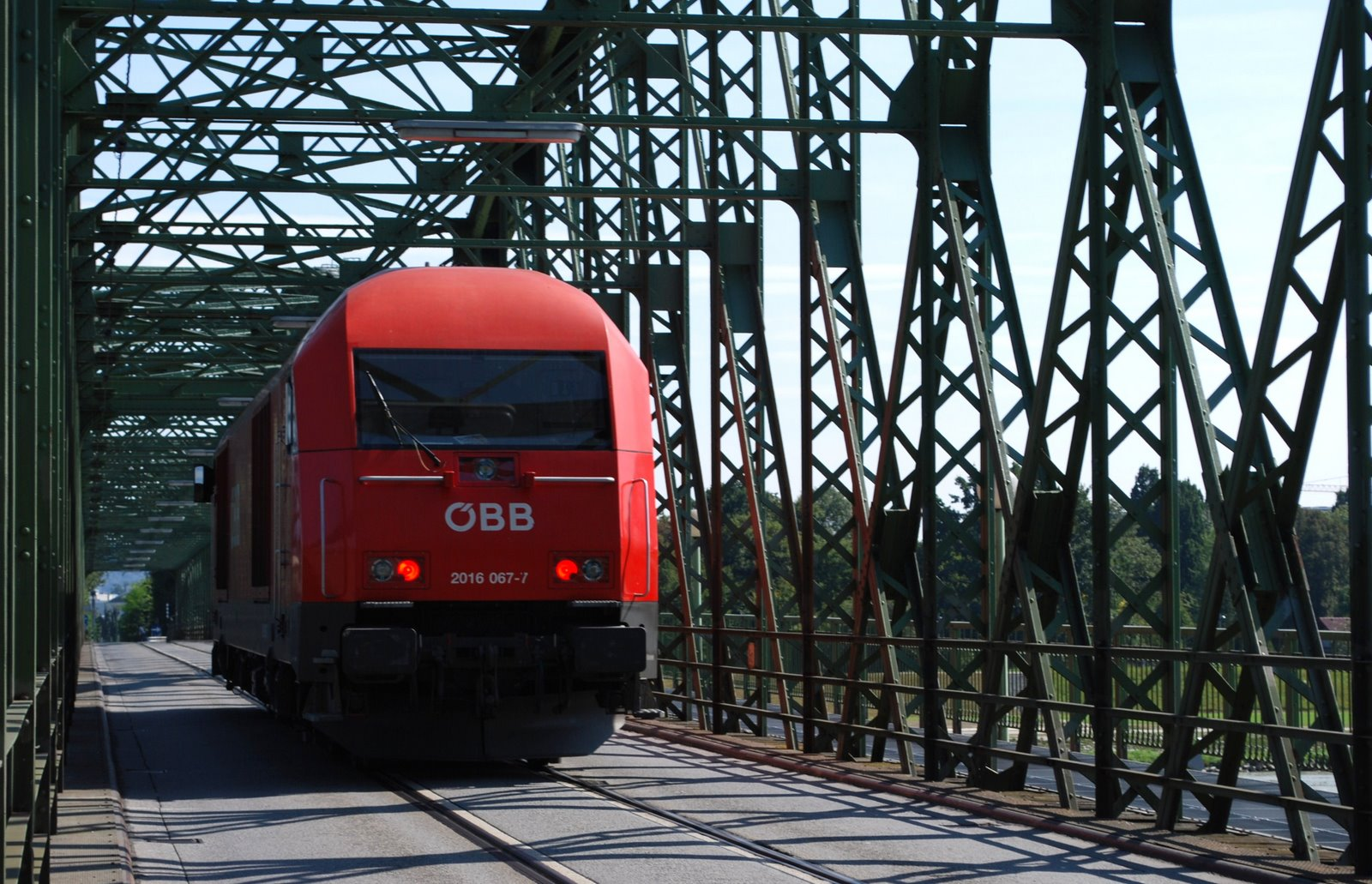
Pociąg na moście Eisenbahnbrücke